# Accident d'un Chinook de British International Helicopters
 (décembre 2024).
Le 6 novembre 1986, un Boeing-Vertol 234LR Chinook, appartenant à British International Helicopters (en) et ramenant des ouvriers du champ pétrolifère de Brent, s'est écrasé lors de la phase d'approche vers l'aéroport de Sumburgh, dans les Shetland, en Écosse. 
À 4 km de la piste d'atterrissage, l'hélicoptère a subi un dysfonctionnement catastrophique de la boîte de transmission principale du rotor avant, ce qui a provoqué la collision des pales des 2 rotors de l'hélicoptère, qui s'est écrasé en mer et a coulé. 
On dénombre 45 morts, dont 43 passagers et deux membres d'équipage; tandis qu'un passager et un membre d'équipage ont survécu avec des blessures graves. Il s'agit de l'accident d'hélicoptère le plus meurtrier survenue en Europe.

## Causes
L'accident a été causé par la défaillance d'une couronne conique dans la boîte de transmission principale avant, qui a entraîné la désynchronisation des deux rotors, qui ont fini par entrer en collision. 
Les enquêteurs de l'AAIB ont également déclaré que les causes contributives à cet accident sont l'inefficacité d'un programme d'essais précédemment adopté par British International Helicopters (en) et l'échec du programme d'inspection de maintenance de la compagnie.

## Conséquences
L'AAIB a formulé trois recommandations :
- Les procédures de certification doivent être revues afin que toutes les modifications apportées aux composants vitaux de l'appareil soient correctement examinées et testées avant leur approbation et plus étroitement surveillées après leur mise en service.

- L'autorité de l'aviation civile doit rendre compte des progrès accomplis concernant l'incorporation rapide d'une spécification appropriés pour les systèmes de surveillance de l'état, en ce qui concerne les exigences de navigabilité des hélicoptères, et elle doit indiquer la durée et la portée estimée des développements futures.

- Les exigences relatives à l'équipement ADELT (Automatically Deployable Location Transmitter), y compris l'emplacement, la résistance aux choc et l'alimentation électrique de l'appareil, doivent être revues à la suite de l'accident, la balise n'ayant pas fonctionné en raison des dommages causés par l'impact contre la mer.

À la suite de cet accident, l'industrie pétrolière a estimé que le Chinook est un appareil trop gros pour les opérations de cabotage offshore, et les appareils restants ont été retirés du service et vendus à d'autre compagnie.